# 빈옌
빈옌시(베트남어: Thành phố Vĩnh Yên / 城舖永安)는 베트남 북부 빈푹 성의 성도로 면적은 50.87km2, 인구는 76,650명이다. 홍 강 삼각주 지대에 위치한다. 2012년 아시안컵 배구선구권 대회가 열렸다. 2014년 10월 23일 성도로 승격했다.

## 지리
빈옌시는 빈푹성의 중심부에 위치해 있으며, 면적은 50.8 km2, 주민은 2017년 9월을 기준으로 167,000명이다. 수도 하노이에서 55km, 서쪽의 도시에서 비엣찌에서 30km 북동쪽에 위치해 있으며, 노이바이 국제공항과는 25km 거리에 있다.
북쪽으로는 빈푹성 땀즈엉현의 낌롱이 접경하고, 남쪽은 옌락현의 동끄엉이 접경하며, 서쪽 경계선은 땀즈엉현의 타인번 싸, 번호이 싸, 홉틴 싸와 각각 경계를 접한다. 동쪽으로는 빈쑤옌 현의 흐엉선 싸, 꽛루 싸와 각각 접경한다.

## 행정구역
다음 7개의 프엉(坊)과 2개의 싸(社)를 관할한다.

### 프엉
- 동다 (Đống Đa/ 棟多)
- 동떰 (Đồng Tâm/ 同心)
- 호이홉 (Hội Hợp / 會合)
- 카이꽝 (Khai Quang / 開光)
- 리엔바오 (Liên Bảo/ 連保)
- 응오꾸옌 (Ngô Quyền / 吳權)
- 틱선 (Tích Sơn/ 錫山)

### 싸
- 딘쭝 (Định Trung / 定中)
- 타인쭈 (Thanh Trù / 清廚)

## 기후
| 빈옌시의 기후                      | 빈옌시의 기후 | 빈옌시의 기후 | 빈옌시의 기후 | 빈옌시의 기후 | 빈옌시의 기후 | 빈옌시의 기후 | 빈옌시의 기후 | 빈옌시의 기후 | 빈옌시의 기후 | 빈옌시의 기후 | 빈옌시의 기후 | 빈옌시의 기후 | 빈옌시의 기후 |
| 월                                 | 1월           | 2월           | 3월           | 4월           | 5월           | 6월           | 7월           | 8월           | 9월           | 10월          | 11월          | 12월          | 연간          |
| ---------------------------------- | ------------- | ------------- | ------------- | ------------- | ------------- | ------------- | ------------- | ------------- | ------------- | ------------- | ------------- | ------------- | ------------- |
| 역대 최고 기온 °C (°F)             | 31.4 (88.5)   | 33.1 (91.6)   | 36.3 (97.3)   | 37.9 (100.2)  | 41.1 (106.0)  | 40.2 (104.4)  | 39.2 (102.6)  | 38.1 (100.6)  | 36.7 (98.1)   | 34.4 (93.9)   | 33.9 (93.0)   | 31.5 (88.7)   | 41.1 (106.0)  |
| 일평균 최고 기온 °C (°F)           | 19.8 (67.6)   | 20.5 (68.9)   | 23.3 (73.9)   | 27.5 (81.5)   | 31.7 (89.1)   | 33.0 (91.4)   | 33.1 (91.6)   | 32.4 (90.3)   | 31.6 (88.9)   | 29.2 (84.6)   | 25.7 (78.3)   | 22.3 (72.1)   | 27.5 (81.5)   |
| 일일 평균 기온 °C (°F)             | 16.6 (61.9)   | 17.5 (63.5)   | 20.3 (68.5)   | 24.1 (75.4)   | 27.6 (81.7)   | 28.9 (84.0)   | 29.2 (84.6)   | 28.6 (83.5)   | 27.6 (81.7)   | 25.0 (77.0)   | 21.7 (71.1)   | 18.2 (64.8)   | 23.8 (74.8)   |
| 일평균 최저 기온 °C (°F)           | 14.4 (57.9)   | 15.6 (60.1)   | 18.4 (65.1)   | 21.8 (71.2)   | 24.6 (76.3)   | 26.0 (78.8)   | 26.2 (79.2)   | 25.9 (78.6)   | 24.8 (76.6)   | 22.2 (72.0)   | 18.7 (65.7)   | 15.5 (59.9)   | 21.2 (70.2)   |
| 역대 최저 기온 °C (°F)             | 3.7 (38.7)    | 5.0 (41.0)    | 7.7 (45.9)    | 13.2 (55.8)   | 16.3 (61.3)   | 20.4 (68.7)   | 21.1 (70.0)   | 21.8 (71.2)   | 17.4 (63.3)   | 13.1 (55.6)   | 8.9 (48.0)    | 4.4 (39.9)    | 3.7 (38.7)    |
| 평균 강수량 mm (인치)              | 21 (0.8)      | 24 (0.9)      | 39 (1.5)      | 101 (4.0)     | 177 (7.0)     | 252 (9.9)     | 252 (9.9)     | 298 (11.7)    | 185 (7.3)     | 135 (5.3)     | 54 (2.1)      | 17 (0.7)      | 1,555 (61.2)  |
| 평균 강수일수                      | 10.5          | 11.5          | 15.1          | 14.2          | 14.6          | 15.3          | 16.9          | 17.1          | 13.0          | 10.1          | 7.8           | 5.3           | 151.3         |
| 평균 상대 습도 (%)                 | 80.7          | 82.3          | 84.7          | 84.5          | 80.8          | 81.0          | 81.3          | 83.5          | 81.8          | 80.3          | 78.8          | 78.2          | 81.5          |
| 평균 월간 일조시간                 | 71            | 51            | 54            | 97            | 189           | 177           | 202           | 191           | 193           | 176           | 144           | 126           | 1,670         |
| 출처: 베트남 과학 기술 양성 연구소 |               |               |               |               |               |               |               |               |               |               |               |               |               |